# Llac Colibița
El llac Colibița és un llac artificial o pantà creat entre les muntanyes Călimani, al comtat de Bistrița-Năsăud. El llac es va crear mitjançant la construcció de la presa de Colibița al riu Bistrița, una presa construïda entre 1977 i 1991 amb finalitats hidroelèctriques, subministrament d'aigua a les localitats aigües avall, indústria, rec i regularització del cabal d'aigua del riu Bistrița.
El llac Colibita està situat a 900 m d'altitud i té una superfície de 270 ha, una longitud de 13 km i un volum de 65 milions de m3. A la vora del llac hi ha el complex turístic Colibița.

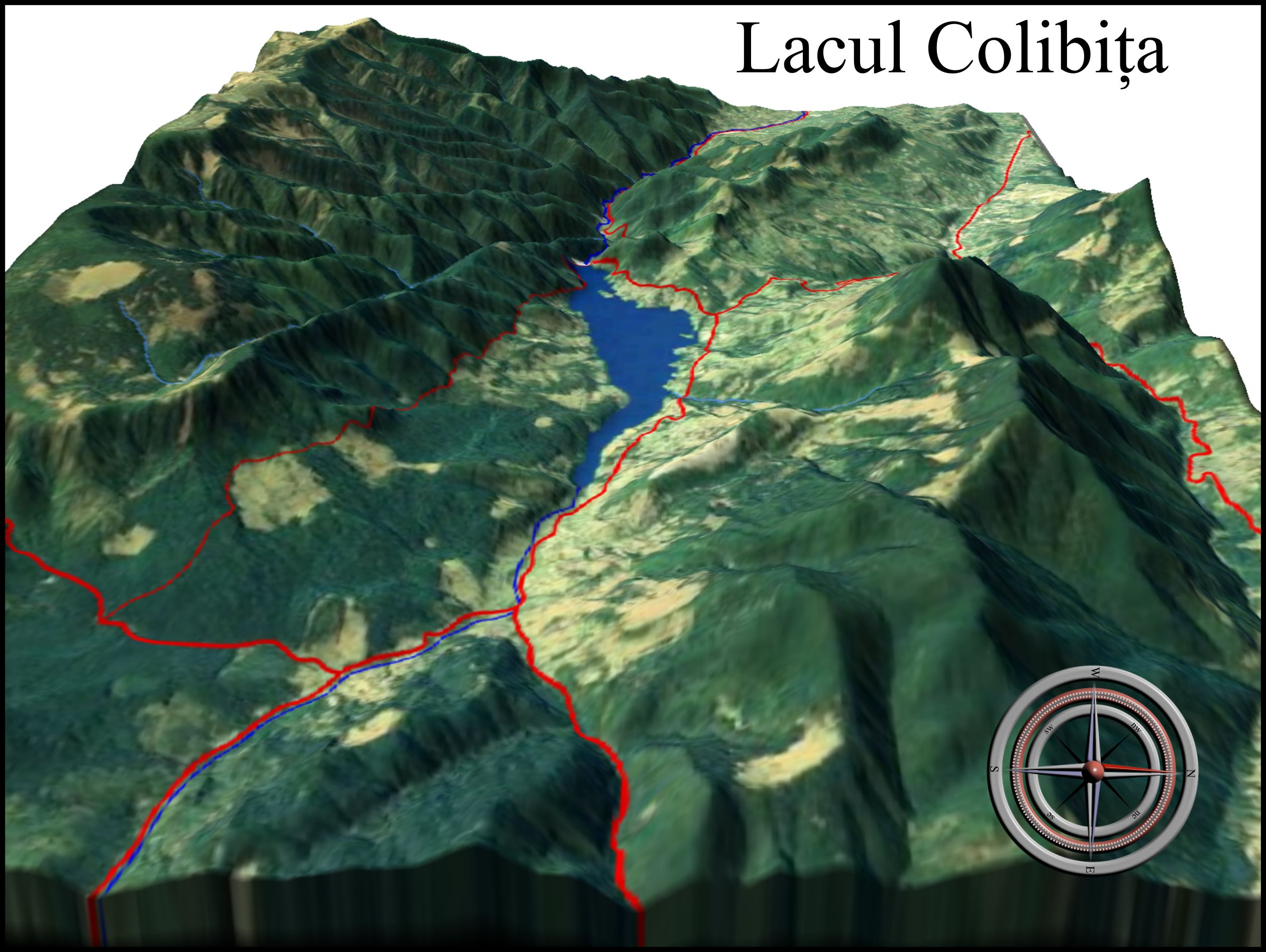
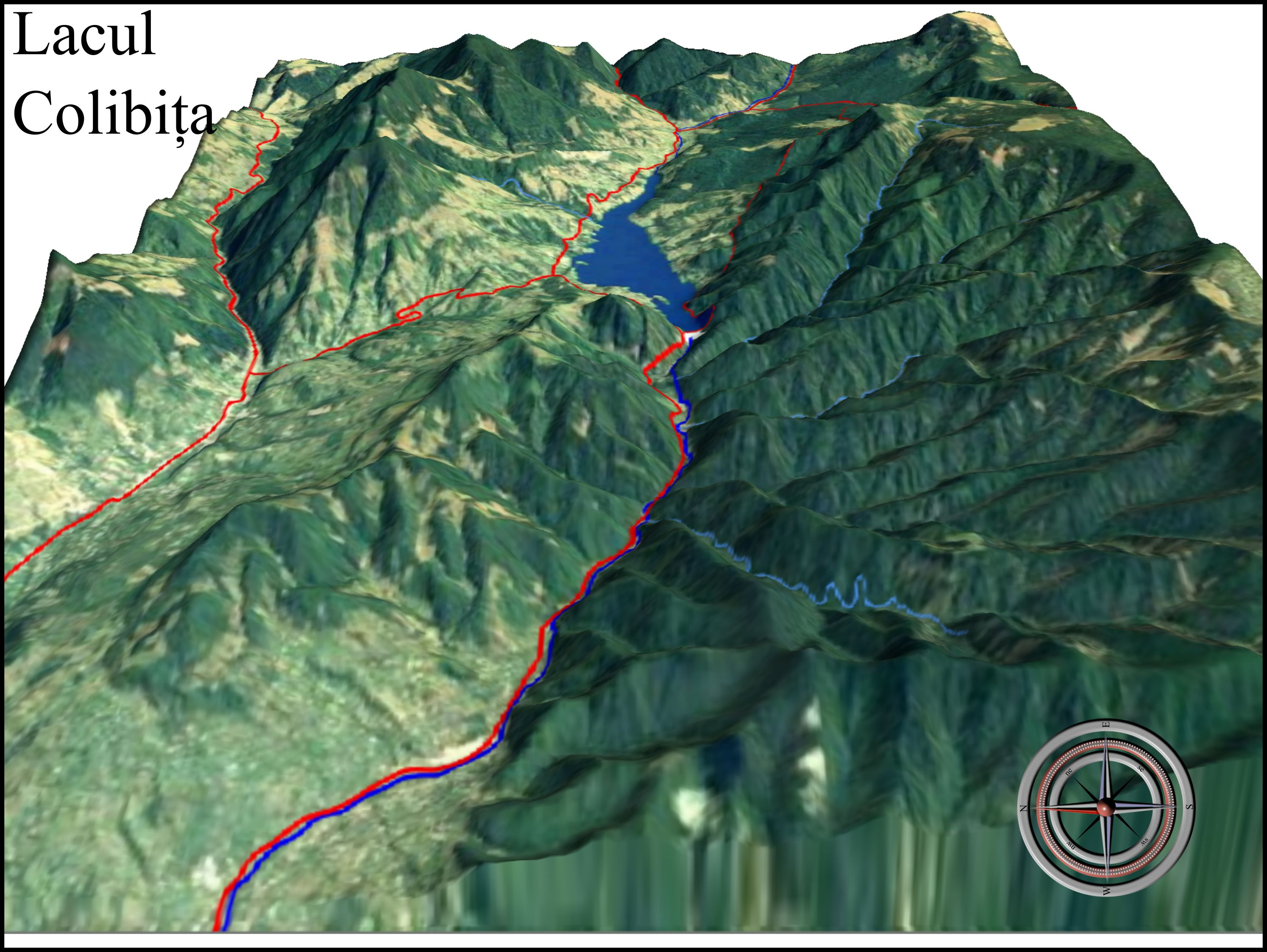
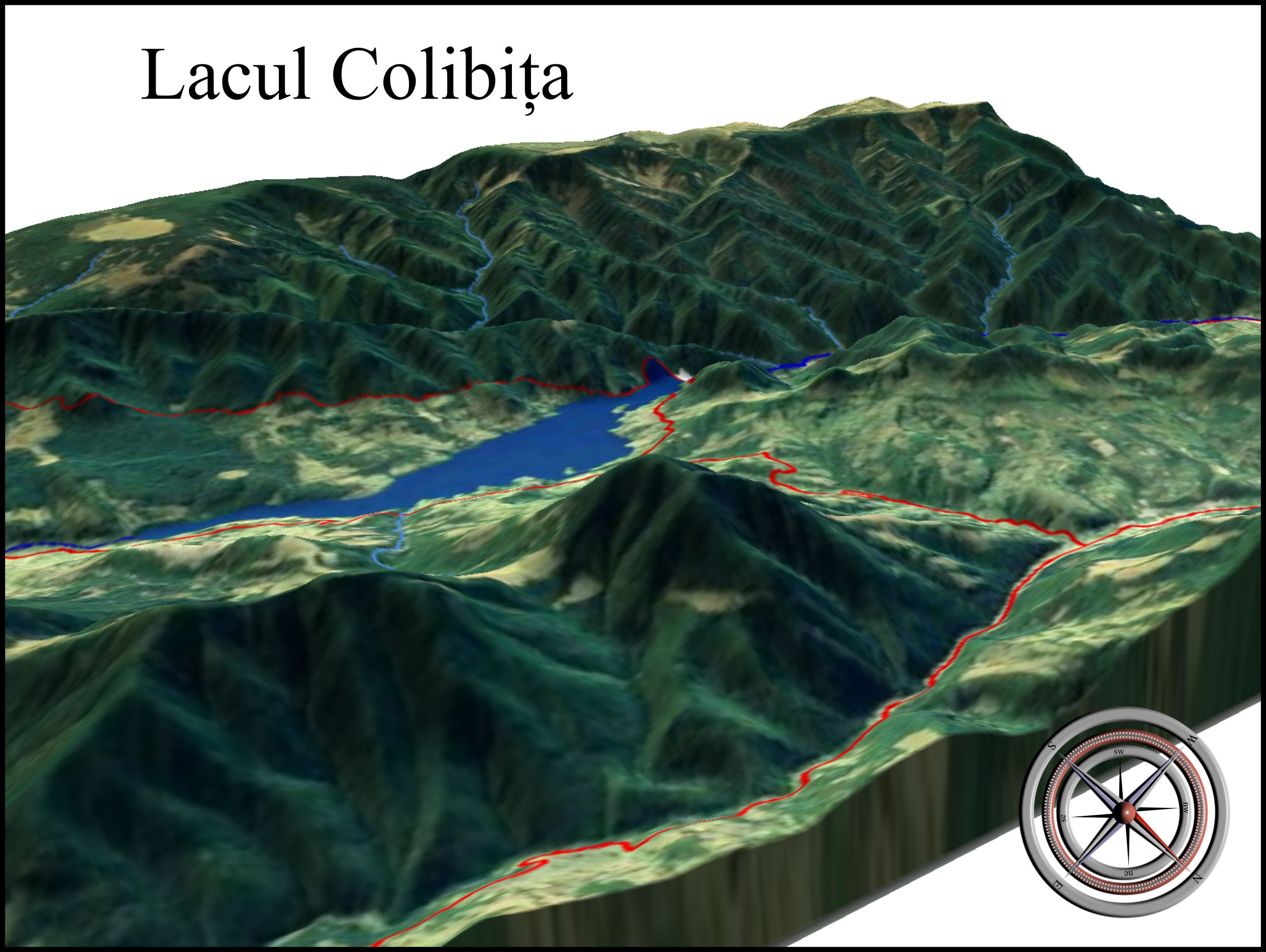